# Gospodarstvo Slovenije
Gospodarstvo Slovenije je razvito in država uživa visoko raven blaginje in stabilnosti ter nadpovprečni BDP na prebivalca s pariteto kupne moči pri 83 % povprečja Evropske unije v letu 2015. Nominalni bruto domači proizvod je v letu 2018 znašal 42,534 milijarde evrov, nominalni BDP na prebivalca (BDP/kos) v letu 2018 21,267 evrov. Najvišji BDP/kos je v osrednji Sloveniji, kjer je tudi glavno mesto Ljubljana. Je del statistične regije Zahodna Slovenija, ki ima višji BDP/kos kot vzhodna Slovenija.
Januarja 2007 je Slovenija postala prva članica, ki se je pridružila Evropski uniji in prevzela evro od nastanka valute leta 1999. Od leta 2010 je tudi članica Organizacije za gospodarsko sodelovanje in razvoj.
Slovenija ima visoko izobraženo delovno silo, dobro razvito infrastrukturo in se nahaja na velikem prometnem križišču. Raven tujih neposrednih naložb je ena najnižjih, vendar se v zadnjih nekaj letih stalno povečuje. Slovensko gospodarstvo je hudo prizadela evropska gospodarska kriza, ki se je zgodila okoli leta 2008. Po letu 2013 se je BDP na prebivalca spet začel povečevati. Skoraj dve tretjini delovno aktivnega prebivalstva je zaposlenih v storitvenih dejavnostih.
Področje gospodarstva v državi večinsko ureja Ministrstvo za gospodarski razvoj in tehnologijo Republike Slovenije.

## Gospodarstvo pred osamosvojitvijo
Gospodarstvo pred osamosvojitvijo delimo na tri obdobja, na obdobje do konca 1. svetovne vojne, obdobje med svetovnima vojnama in socialistično obdobje (1945-1991).

### Obdobje do konca1. svetovne vojne
Za to obdobje so značilne počasne spremembe. Najpomembnejša gospodarska dejavnost je bila kmetijstvo, saj je od njega živela večina prebivalcev. Preostali pa so se ukvarjali z obrtjo, trgovino in drugimi dejavnostmi (fužinarstvo). Industrijska podjetja so se na Slovenskem začela pojavljati šele v prvi polovici 19. stoletja. Zato, ker je Slovenija ležala v bolj slabo razvitem del avstro-ogrske monarhije, se je na Slovenskem industrializacija začela kasneje kot v bolj razvitih evropskih državah. Sredi 19. stoletja pa so prek Slovenije začeli graditi Južno železnico, ki je povezovala Dunaj s Trstom. Ta železnica je omogočila malo hitrejšo industrializacijo v primerjavi z drugimi vzhodnimi državami.

### Obdobje med svetovnima vojnama
To obdobje je trajalo med letoma 1918 in 1945. Takrat se je položaj Slovenije bistveno spremenil, saj je po razpadu avstro-ogrske monarhije postala najrazvitejši del novonastale Kraljevine SHS. Število slovenskih tovarn se je do začetka 2. svetovne vojne skoraj podvojilo. Kljub temu je še vedno večina prebivalstva živela od kmetijstva (60%).

### Socialistično obdobje
Socialistično obdobje je trajalo od konca 2. svetovne vojne pa do osamosvojitve Slovenije, torej med letoma 1945 in 1991. Za to obdobje je značilno da je oblast dajala večji poudarek industriji kot pa kmetijstvu. Po prvih desetletjih planskega gospodarstva in relativno dobrega gospodarskega razvoja pa je jugoslovansko gospodarstvo zašlo v gospodarsko krizo. Ta se je še najbolj začela stopnjevati ob smrti Josipa Broza Tita.
Čeprav je Slovenija predstavljala samo eno trinajstino prebivalstva bivše Jugoslavije, je njeno gospodarstvo predstavljalo kar eno tretjino izvoza in eno petino bruto domačega proizvoda (BDP) celotne države. V okviru SFRJ je slovensko ekonomijo narekoval vnaprej pripravljen državni načrt, ki je določal kaj, kako, koliko in za koga bo država proizvajala. To je seveda pomenilo, da v socialističnih državah ni bilo trga, ki bi uravnaval ponudbo in povpraševanje. Majhna in srednje velika podjetja tako skoraj niso obstajala. Državno gospodarstvo je tako temeljilo na nekaj velikih podjetjih v državni lasti. Ker je ves ustvarjen presežek pripadal državi, podjetja niso spodbujala povečanja donosnosti in zmanjševanja stroškov. Zato je bil vseskozi prisoten fenomen konstantnega pomanjkanja in čakalnih vrst pred trgovinami. Izkoriščanje socialističnega sistema in negospodarno obnašanje s strani podjetij je socialistično gospodarstvo pripeljalo do točke, ko ni bilo več zmožno ustvarjati gospodarske rasti. Tako je konec 80ih let dvajsetega stoletja prišlo do razpada gospodarskega in socialističnega sistema nekdanje Jugoslavije. To je morda najbolj občutila prav Slovenija z: upadom gospodarske aktivnosti, izgubo trga, brezposelnostjo, socialnim razslojevanjem, zapleti pri denacionalizaciji in privatizaciji…

## Gospodarstvo po osamosvojitvi
Po osamosvojitvi se je morala slovensko gospodarstvo spopasti z dvema velikima problema, z izgubo jugoslovanskega trga in vnovičnim uvajanjem tržnega gospodarstva, ki ima glavni cilj ustvarjanje dobička.
Slovenija se je razmeroma uspešno preusmerila z nekdanjega jugoslovanskega na zahtevnejša tuja tržišča. Največja razlika pa je bila to, da so v socialističnem obdobju (Jugoslavija) dajali največji poudarek rudarstvu in industriji, v gospodarsko razvitih državah Evrope pa je bolj prevladovala storitvena dejavnost. Ob osamosvojitvi je Slovenija doživela velik padec proizvodnje, vendar se je zaradi tega dvignila storilnost, tako da to ni imelo večjih posledic. Slovenija tako, danes ni več industrijska dežela, vendar poindustrijska, v kateri več prebivalcev živi od storitvenih dejavnosti.
Slovenija je od osamosvojitve postala eno najuspešnejših srednjeevropskih tržnih gospodarstev. Z uspešnim prehodom iz planskega v tržno gospodarstvo, in z uspešnim razvojem malega in odprtega trga  se je tako priključila ostali Evropi.

### Slovenija na prehodu iz planskega v tržno gospodarstvo
Gospodarska kriza v Jugoslaviji in kasnejši propad sta predstavljala veliko oviro za Slovenijo.  Nujno potrebna je bila uvedba novega denarnega sistema, reorganizacija bančnih in finančnih institucij, kontrola inflacije, zniževanje brezposelnosti ter preusmeritev tržnega prometa stran od propadajočega jugoslovanskega trga. Takoj po osamosvojitvi je bila za Slovenijo največja ovira izguba vseh trgov Jugoslavije, ter komunističnih držav srednje in vzhodne Evrope. Tako se je slovenski izvoz zmanjšal za 45,2% od tega 71,1% v Jugoslaviji. Največji upad je zaznala v letu 1993, ko je izvoz dosegel najnižjo točko. Ker njen notranji trg obsega samo dva milijona potrošnikov in zaradi močne odvisnosti od izvoza je morala Slovenija hitro najti nova tržišča. Temu dodamo še dejstvo o zelo majhnih državnih rezervah – za samo 14 delovnih dni. Kljub neugodnim okoliščinam pa je Slovenija uspešno prestala tranzicijsko krizo in od takrat naprej beleži neprekinjeno gospodarsko rast (2% nad evropskim povprečjem). ((izjemoma letos; gosp. kriza)) Zato pa gre zahvala dejstvu, da ni upoštevala nasvetov Zahodne Evrope in uporabila t. i. »šok terapije« za tranzicijo in spodbudo tujih investicij. Vzela je počasnejšo pot prilagajanja socialističnih samoupravnih zavodov, kar je močno zmanjšalo družbene probleme, upad življenjskega standarda delavcev in preprečila polarizacijo prihodkov. Slovenija se je tako izognila zanašanju na tuje investitorje pri privatizaciji in dokapitalizaciji njenih podjetij. Ob tem pa je tudi zavračala zunanje zadolževanje, saj bi to le še dodatno destabiliziralo menjalni tečaj in povečalo inflacijo.

### Slovensko gospodarstvo danes
Danes Slovenija uživa v stabilnem in rastočem gospodarstvu z najvišjim BDP od vseh tranzitnih držav (18.693 € na prebivalca za leto 2015). Uspeh ji zagotavljata dobro izobražena in produktivna delovna sila. Njen dohodek na prebivalca se hitro približuje evropskemu povprečju (90%) in je na dobri poti, da se priključi k ostalim modernim industrijskim gospodarstvom. Priključitev k Evropski Uniji pa je njeno gospodarsko rast samo še pospešilo. Danes so glavni trgovski partnerji Slovenije Avstrija, Italija, Nemčija in Francija. Slovensko gospodarstvo je močno odvisno od zunanje trgovine, kar dokazuje dejstvo, da izvoz in uvoz predstavljata kar 120% njenega BDP. To pa je tudi njena največja slabost, saj je zaradi odprtost in izpostavljenost zelo občutljiva na najmanjše gospodarske spremembe na tujih trgih. Usklajevanje stroškov dela s produktivnostjo je glavni dejavnik za gospodarsko rast v Sloveniji na kar so se podjetja odzvala s specializacijo v srednje in visoko tehnoloških proizvodih. Industrija in gradbeništvo predstavljata eno tretjino BPD-ja. Kot v vseh postindustrijskih družbah pa tudi v Sloveniji prevladujejo storitvene dejavnosti z naraščajočim deležem (60,5% za leto 2001) v finančnih storitvah. Kmetijstvo, gozdarstvo in ribištvo predstavljajo primerno nizek delež BDP (2%; 6% preb. 2001). Gospodarsko upravljanje v državi je relativno dobro kakor tudi javni dolg, ki je še vedno pod evropskim povprečjem. Nadaljnji uspeh Slovenije je tako močno odvisen od nekaterih ključnih reform preoblikovanja industrije in povečanja konkurenčnosti podjetij.